# Alexander Christian
Alexander Christian, född 14 juli 1881, död 9 september 1937, var en dansk regissör och manusförfattare. Christian var egentligen ingenjör till yrket och debuterade i filmbranschen 1907 som manusförfattare till Mordet paa Fyn. Mellan 1910 och 1919 regisserade han sammanlagt 28 stumfilmer.
Han var gift med balettdansaren Johanne Sophie Christian.

## Filmografi (urval)
- 1917 – Ångest som dödar